# Майо-Рей
Майо-Рей (фр. Mayo-Rey) — один из 4 департаментов Северного региона Камеруна. Находится в юго-восточной части региона, занимая площадь в 36 529 км².
Административным центром департамента является город Тшоллире (фр. Tcholliré). Граничит с Чадом на востоке, и Центральноафриканской Республикой на юго-востоке, а также департаментами: Бенуэ (на северо-западе), Фаро (на западе), Вина (на юго-западе) и Мбере (на севере).

Департамент Майо-Рей на карте Северного региона

## Административное деление
Департамент Майо-Рей подразделяется на 4 коммуны:
1. Мандингрин (фр. Mandingring)
2. Тшоллире (фр. Tcholliré)
3. Туборо (фр. Touboro)
4. Рей-Буба (фр. Rey-Bouba)